# Alive at the F*cker Club
Alive at the Fucker Club es un álbum en vivo de Melvins, fue lanzado en 1998 por Amphetamine Reptile Records. Registrado en vivo el 23 de agosto de 1997 en el Corner Hotel en Richmond, Melbourne, Australia. Los Melvins abren para los Cosmic Psychos en Richmond el 22, 23 y 24 de agosto.
La duración de los primeros cuatro tracks no coinciden con las canciones: "Boris" es 0:00 (track 1) hasta 5:00 (track 1), "It's Shoved" es 5:00 (track 1) hasta 2:10 (track 2), "Bar-X-The Rocking M" es 2:10 (track 2) hasta 1:26 (track 3), "Smoke on the Water (Jam)" es 1:26 (track 3) hasta 1:48 (track 3) y "Antitoxidote" es 1:48 (track 3) hasta el final del track 4. El jam de Deep Purple "Smoke on the Water" no está acreditado.

## Lista de canciones
| N.º | Título                | Escritor(es)             | Duración |  |
| 1.  | «Boris»               | Osborne                  | 6:06     |  |
| 2.  | «It's Shoved»         | Osborne                  | 2:54     |  |
| 3.  | «Bar-X-the Rocking M» | Crover, Deutrom, Osborne | 1:58     |  |
| 4.  | «Antitoxidote»        | Osborne                  | 2:06     |  |
| 5.  | «The Bloat»           | Osborne                  | 3:28     |  |
| 6.  | «Lizzy»               | Melvins                  | 3:13     |  |
| 7.  | «Mombius Hibachi»     | Melvins                  | 1:56     |  |

## Personal
- Buzz Osborne –  guitarra, voz
- Dale Crover – batería, coros
- Mark Deutrom – bajo[3]